# العلاقات بين إيران وحزب الله
تعتبر الجمهورية الإسلامية الإيرانية أحد الرعاة الرئيسيين لحزب الله اللبناني.

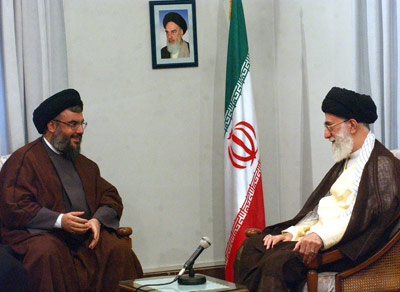
لقاء بين المرشد الأعلى للثورة الإسلامية علي خامنئي والأمين العام السابق لحزب الله حسن نصر الله

لعب الدعم الإيراني، بما في ذلك المساعدات المالية ونشر الحرس الثوري والتدريب، دورًا هامًا في تشكيل حزب الله وتطوره. عمل حزب الله كوكيل لإيران منذ نشأته، ويُعتبر جزءًا من محور المقاومة.
حزب الله نفسه، الذي تأسس عام 1982، نشأ كجماعة شيعية مسلحة مدعومة من إيران في لبنان. تبنى مؤسسو المنظمة النموذج الذي وضعه آية الله الخميني بعد الثورة الإسلامية في إيران عام 1979، وتلقت قواته تدريبًا على يد فرقة من الحرس الثوري الإيراني.
تعتبر إيران علاقتها مع حزب الله بالغة الأهمية، لأنها توفر لإيران وسيلة لتوسيع نفوذها في بلاد الشام، وممارسة الضغط على إسرائيل والمصالح الأميركية، وتثبيط أي محاولات لتغيير النظام، والتمسك بالتزاماتها الأيديولوجية.
تلقى حزب الله دعمًا ماليًا كبيرًا من إيران، يُقدَّر بما يتراوح بين 700 مليون ومليار دولار سنويًا. إضافةً إلى ذلك، تُقدِّم إيران أسلحةً وتدريبًا وأشكالًا أخرى من الدعم لحزب الله.

## التأثير الأيديولوجي والديني
تشكل النفوذ الإيراني من خلال المبادئ الأيديولوجية والثقافية والدينية المشتركة المستمدة من الثورة الإسلامية في إيران ومفهوم ولاية الفقيه.
تبنى حزب الله الرسالة الثورية لآية الله الخميني، والتزم رجال الدين فيه بإقامة دولة أصولية على نطاق عالمي. ويُعزى النمو المبكر لحزب الله إلى تأثير رجال الدين الذين درسوا في إيران، والتفاني لآية الله الخميني ومهمة إشعال ثورة إسلامية في لبنان.
إن الصلة الوثيقة بين التسلسل الهرمي الديني الشيعي في لبنان وإيران تاريخية أيضًا، وتمتد إلى روابط عائلية، تشمل تدريس رجال الدين اللبنانيين في إيران، والتزاوج مع عائلات رجال الدين الإيرانيين، ونشر الخطاب الديني الإيراني. وبعيدًا عن المسارات التعليمية والعائلية، تغلغلت الأيديولوجية الإيرانية في لبنان عبر القنوات الرسمية، حيث لم يقتصر دور الحرس الثوري الإيراني في لبنان على توفير المهارات شبه العسكرية فحسب، بل شمل أيضًا التلقين السياسي والديني. في عام 1987، أكدت وكالة المخابرات المركزية الأمريكية أنه على الرغم من احتمال ظهور حركة أصولية إسلامية مستقلة في لبنان، إلا أن الدعم الإيراني ساهم بشكل كبير في تسريع نموها.

## استقلالية حزب الله
سعى حزب الله إلى تقديم صورة عن الاستقلال. ينص بيان تأسيس حزب الله على "أن نقرر مصيرنا بأيدينا". وبينما يدعو حزب الله إلى نظام إسلامي مستوحى من إيران، فإنه يصرح بأنه يتمنى أن يتمتع اللبنانيون بحرية تقرير مصيرهم.

## الأسلحة
حصل حزب الله على أسلحة قدمتها له إيران، حيث تم بالفعل نشر 11500 صاروخ في جنوب لبنان. كما أكمل 3000 مقاتل من حزب الله التدريب في إيران، والذي يغطي جوانب مختلفة مثل حرب العصابات، وإطلاق الصواريخ والمدفعية الصاروخية، وتشغيل الطائرات بدون طيار، والحرب البحرية، والعمليات العسكرية التقليدية.
محمود علي سليمان، مجند حزب الله الذي أسره جيش الدفاع الإسرائيلي في أغسطس من عام 2006 لتورطه في اختطاف جنديين إسرائيليين خلال غارة عبر الحدود في 12 يوليو من نفس العام، اعترف خلال استجوابه بتلقيه تدريبًا على الأسلحة ودروسًا دينية في إيران. وأبلغ المحققين أنه سافر بسيارة مدنية إلى دمشق ثم طار إلى إيران. وإلى جانب صواريخ الكاتيوشا روسية الصنع، فإن مخزون حزب الله من المدفعية، حسبما أُبلغ، يتكون بالكامل من أسلحة إيرانية الصنع.
في عام 2016، بدأ الحرس الثوري الإسلامي الإيراني بتزويد حزب الله بصواريخ بعيدة المدى مزودة بأنظمة توجيه دقيقة لإعطاء حزب الله القدرة على ضرب مواقع استراتيجية في إسرائيل. في أكتوبر من عام 2024، كشف الجيش الإسرائيلي أنه اكتشف أثناء القتال في لبنان عدداً كبيراً من الأسلحة الإيرانية المتطورة التي كانت بحوزة حزب الله لمهاجمة إسرائيل. في 13 أكتوبر من عام 2024، هاجم حزب الله إسرائيل باستخدام طائرتين إيرانيتين بدون طيار من طراز "مرصاد". وأسفر هذا الهجوم عن مقتل 4 جنود إسرائيليين وإصابة 58 آخرين. تتمتع هذه الطائرة بدون طيار بمدى طيران يصل إلى 120 كيلومترًا، ويمكنها حمل 40 كيلوغرامًا من المتفجرات بسرعة 370 كيلومترًا في الساعة.

## حرب لبنان 2006
كشفت مجلة جينز ديفنس الأسبوعية، المتخصصة في الصناعات الدفاعية، في 4 أغسطس من عام 2006، أنه خلال حرب لبنان 2006، طلب حزب الله رسميًا من إيران تزويده بإمدادات متواصلة من الأسلحة لتعزيز عملياته ضد إسرائيل. ووفقًا لمصادر دبلوماسية غربية ورد ذكرها في التقرير، فقد أكدت السلطات الإيرانية لحزب الله استمرار إمدادات الأسلحة "للمرحلة التالية من المواجهة".
نفت إيران تزويد حزب الله بالأسلحة. وأشارت تقارير متعددة باستمرار إلى عكس ذلك. صرّح محتشمي بور، السفير السابق في لبنان والأمين العام الحالي لـ"مؤتمر الانتفاضة"، في صحيفة إيرانية أن إيران زودت حزب الله بالصواريخ. وأكد أيضًا أن حزب الله حصل على موافقة بلاده على نشر الأسلحة دفاعًا عن لبنان.
ويعتبر الجيش الإسرائيلي حزب الله ذراعاً فعلياً للقوات المسلحة الإيرانية، وقال مسؤول دفاعي إسرائيلي كبير لمجلة جينز ديفنس الأسبوعية «يجب أن نعتبر أن ما نواجهه في لبنان ليس ميليشيا بل لواء قوات خاصة من الجيش الإيراني».